# Voskodavî, Hoșcea
Voskodavî (în ucraineană Воскодави) este o comună în raionul Hoșcea, regiunea Rivne, Ucraina, formată numai din satul de reședință.

## Demografie
Componența lingvistică a comunei Voskodavî
     Ucraineană (99,54%)
     Alte limbi (0,46%)
Conform recensământului din 2001, majoritatea populației comunei Voskodavî era vorbitoare de ucraineană (99,54%), existând în minoritate și vorbitori de alte limbi.